# Ictaluridae
Famille
Les Ictaluridés (Ictaluridae) forment une famille de poissons-chats appartenant à l'ordre des Siluriformes. Cette famille englobe entre autres les barbottes.
Ils possèdent une mâchoire. Leur corps est symétrique mais ne possède pas d'écussons osseux. Ils possèdent des nageoires pelviennes qui sont adipeuses. Ils possèdent sur la tête des barbillons. Ils possèdent de fortes épines pectorales et dorsales.

## Liste des genres
Selon World Register of Marine Species (29 octobre 2017) :
- genre Ameiurus Rafinesque, 1820
- genre Ictalurus Rafinesque, 1820
- genre Noturus Rafinesque, 1818
- genre Prietella Carranza, 1954
- genre Pylodictis Rafinesque, 1819
- genre Satan Hubbs & Bailey, 1947
- genre Trogloglanis Eigenmann, 1919